# Киријак Римски
Свети Киријак (у. око 303.) је хришћански светитељ који је живео за време римског цара Диоклецијана. Његово житије повезује његово мучеништво са другим римским светитељима и светим мученицима тог периода: папом Маркелом, ђаконом Сисинијем, мучеником Сатурнином и другима.
У чин ђакона га је рукоположио свети мученик Маркел, папа римски. Киријаков живот помиње његово протеривање „злог духа“ из ћерке цара Диоклецијана, Артемије:
Свети Киријак, улазећи у собу цареве кћери, обрати се нечистом духу који ју је мучио следећим речима:
„У име Господа нашег Исуса Христа распетог, изађи из ове девојке, да буде чист сасуд за служење Духу Светоме.
Тада нечисти дух повика говорећи:
- Ох, Киријак! Ако ме отераш одавде, средићу да те пошаљу у Персију.
- Дмитриј Ростовски. Житија Светих (7. јун)”.
Киријак је истерао демона из Артемије, а после извесног времена персијски краљ је замолио Диоклецијана да му пошаље Киријака, пошто је његова опседнута ћерка Јовија тврдила да само он може да је излечи. Киријак је излечио девојчицу, а житије наводи да је она, као и Диоклецијанова ћерка Артемија, примила хришћанство.
Вративши се у Рим, Киријак је ухапшен, мучен, а затим обезглављен.